# Ichneumon scoresbysundensis
Ichneumon scoresbysundensis är en stekelart som beskrevs av Jussila 1996. Ichneumon scoresbysundensis ingår i släktet Ichneumon och familjen brokparasitsteklar. Inga underarter finns listade i Catalogue of Life.